# A Made Maggie
«A Made Maggie» (укр. «Зроблена Меґґі») — десята серія тридцять третього сезону мультсеріалу «Сімпсони», прем'єра якої відбулась 19 грудня 2021 року у США на телеканалі «Fox».

## Сюжет
Провівши час у тематичному парку, сім'я Сімпсонів повертається додому. Дідусь мав няньчити Меґґі, однак натомість тримає на руках Сніжка II. На щастя, у двері стукає Нед Фландерс, тримаючи на руках дівчинку. Під час розмови з Недом Мардж згадує, що Меґґі — не хрещена. Мардж одразу пропонує Неду стати хрещеним батьком, але у того вже більше тисячі похресників, і він відхиляє прохання. Мардж мучиться, бо уявляє, що Меґґі потрапить до пекла…
Мардж змушує Гомера знайти для доньки хрещеного батька. Однак, Гомер не може розшукати гідного кандидата. Раптово, коли на Гомера і Меґґі падає фортепіано, Жирний Тоні рятує їх, кажучи, що Божа Мати врятувала їх. Побачивши, що Тоні — людина релігійна, Гомер неохоче пропонує йому стати хрещеним батьком для Меґґі, на що той погоджується.
Коли Гомер повідомив новину Мардж, та злиться через статус Жирного Тоні як глави Спрінґфілдської мафії. Водночас Тоні починає дарувати своїй майбутній похресниці багато розкішних речей.
У першій церкві Спрінґфілда проходить хрещення Меґґі з Тоні як хрещеним батьком і Сельмою як хрещеною матір'ю. Святкуючи події у ресторані Луїджі Жирний Тоні навчає Меґґі релігії, переконуючи Мардж, що він — хороший хрещений.
Ноги та Луї, підопічні Тоні, стають для малечі няньками, а сама дівчинка починає поводитися дещо зверхньо. Джонні Мовчун починає помічати зміни й у поведінці Тоні: той проводить з Меґґі все більше часу, відкриває «легальний» бізнес, щоб бути другом сім'ї Сімпсон, і навіть думає кинути всі брудні справи. Мафія планує діяти…
Тим часом Жирний Тоні змушує Сімпсонів регулярно ходити до церкви, що не до вподоби Гомеру. Потім Мардж помічає зміни у поведінці доньки і просить Тоні відректися похресниці. Тоні просить Гомера дати ще оди день, який може змінити все життя мафіозі. Він запрошує Сімпсонів на шоу «Різдво Чуха і Сверблячки на льоду».
На шоу у костюмі Чуха виявляється Джонні, який зраджує Тоні. Тоні атакує його, б'ючи його пістолетом. Побачивши сумну реакцію Меґґі на побачене, він доходить до висновку, що таки не зможе змінитись і повертається до роботи «хрещеного батька» мафії.

## Виробництво
На початку серії повинна була бути сцена на дивані, зображені на промо-зображенні, але її було вирізано через брак часу.

## Цікаві факти та культурні відсилання
- Жирний Тоні каже Гомерові, що ніколи не чув про фільм «Хрещений батько». Водночас у реальності, актор Джо Мантенья, який озвучує Тоні, грав у третій частині франшизи[3].

## Ставлення критиків і глядачів
Під час прем'єри серію переглянули 3,9 млн осіб, з рейтингом 1.2, що зробило її найпопулярнішим шоу на каналі «Fox» тієї ночі.
Тоні Сокол з «Den of Geek» дав серії п'ять з п'яти зірок, сказавши, що «кожна репліка — чудова, а повороти, на кшталт „перейти до законного бізнесу“ є піднесеними». Також Сокол похвалив відсилання до фільму «Хрещений батько», в якому знімався Джо Мантенья.
Маркус Ґібсон із сайту «Bubbleblabber» оцінив серію на 7/10, сказавши, що серія — «це пропозиція, яку варто прийняти. Її гідна посмішки комедія та кумедний сюжет допомагають створити ще один стерпний епізод…»
Згідно з голосуванням на сайті The NoHomers Club більшість фанатів оцінили серію на 3/5 із середньою оцінкою 2,95/5.